# Rok Ažnoh
Rok Ažnoh, slovenska alpski smučar, * 9. september 2002. 
Ažnoh je član kluba ASK Branik. Nastopil je na svetovnih mladinskih prvenstvih v letih 2019, 2020, 2021, 2022 in 2023, ko je osvojil naslov mladinskega svetovnega prvaka v smuku. Na svetovnih prvenstvih je nastopil v letih 2021 in 2023, ko je dosegel svojo najboljšo posamično uvrstitev s 25. mestom v superveleslalomu. V svetovnem pokalu je debitiral 14. novembra 2021 s 44. mestom na paralelni tekmi v Lech Zürsu. V sezoni 2021/22 je postal slovenski državni prvak v smuku.